# Tambosee
Der Tambosee ⓘ (Tambo wohl aus lombardisch tambor ‚Trommel‘, aber sachlich unklar) ist ein Bergsee auf Gemeindegebiet von Rheinwald im Kanton Graubünden in den schweizerischen Alpen. Er liegt auf 2328 m ü. M.

## Lage und Umgebung

Umgebung des Tambosees. Im Vordergrund die Nordrampe des Splügenpass. Der markante Berg in der rechten Bildhälfte ist der Pizzo Tambo. Davor unterhalb des Tambogletschers liegt der Tambosee, unten rechts das Skigebiet der Bergbahnen Splügen-Tambo AG. Aufnahme von Walter Mittelholzer von 1923.

Der See liegt nordöstlich des Pizzo Tambo unterhalb des Tambogletschers in einem Talkessel oberhalb der Tamboalp oberhalb des Dorfes Splügen. Weitere kleine Seen im gleichen Talkessel unweit des Tambosees sind auf der Landeskarte nicht benannt. Zwei davon oberhalb des Tambosees auf 2330 m und 2345 m sind nur wenig kleiner als der Tambosee.
Der Talkessel liegt oberhalb der Tamboalp in einem Tal, das parallel zur Nordrampe des Splügenpass verläuft.
Das Wasser fliesst als Tambobach gegen Norden hinunter zur Tamboalp und fliesst südöstlich von Medels im Rheinwald in den Hinterrhein.

## Zugänge

### Über die Tamboalp
- Ausgangspunkt: Splügen (1457 m)
- Via: Windigstafel, Tamboalp, Stotzhalta
- Schwierigkeit: T3, bis Stotzhalta als Wanderweg weiss-rot-weiss markiert
- Zeitaufwand: 2¾ Stunden

### Über Lattastafel
- Ausgangspunkt: Splügen (1457 m)
- Via: Blachtaboda, Lattastafel, Bi den Trög (2131 m), In da Steina
- Schwierigkeit: T3, bis Bi den Trög als Wanderweg weiss-rot-weiss markiert
- Zeitaufwand: 3 Stunden
- Alternative: Statt von Splügen, bis Isabrüggli (1768 m) an der Splügenpassstrasse fahren und zur Lattastafel laufen (- 45 Minuten)

## Galerie

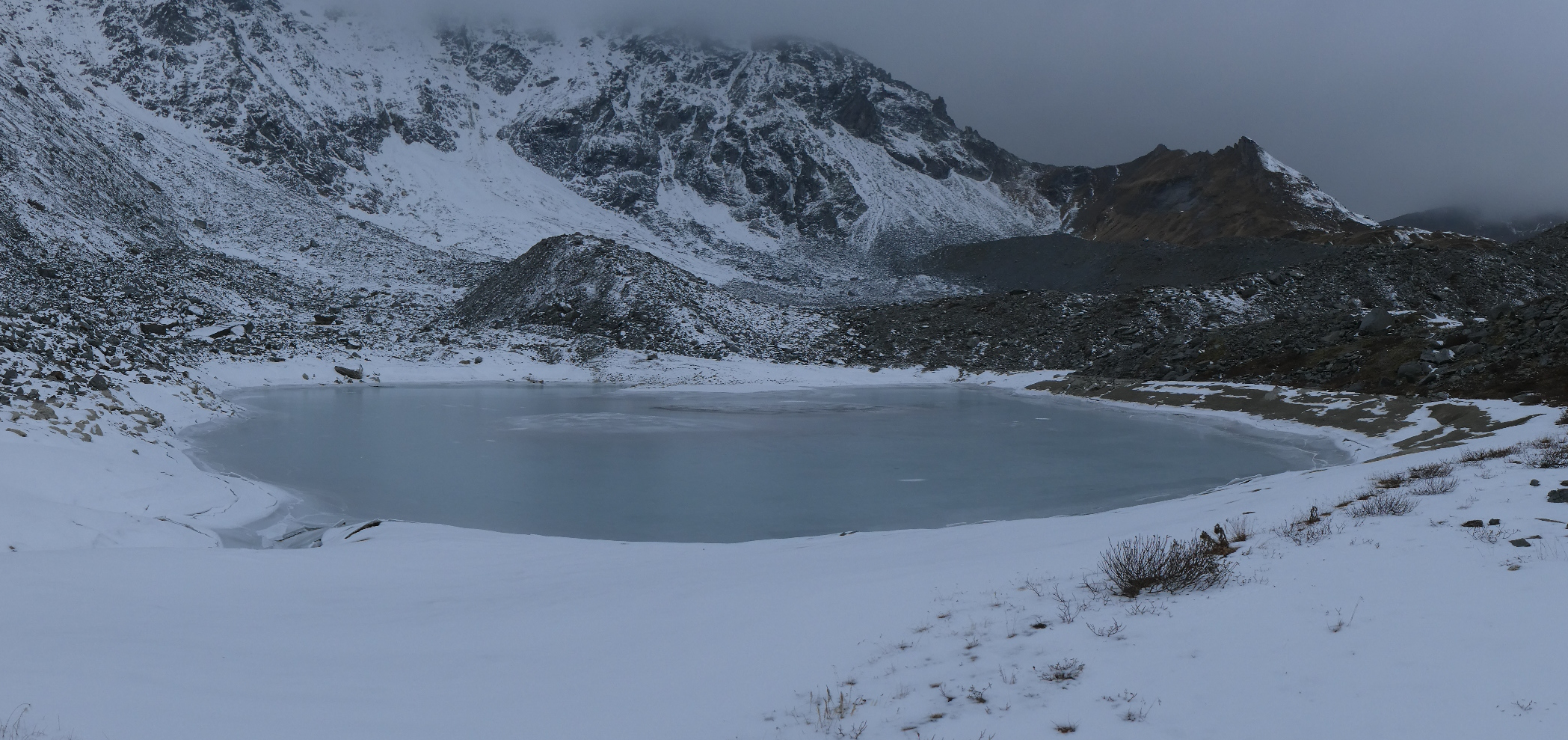
Der erste See auf 2330 m, 2 Höhenmeter oberhalb des Tambosee.
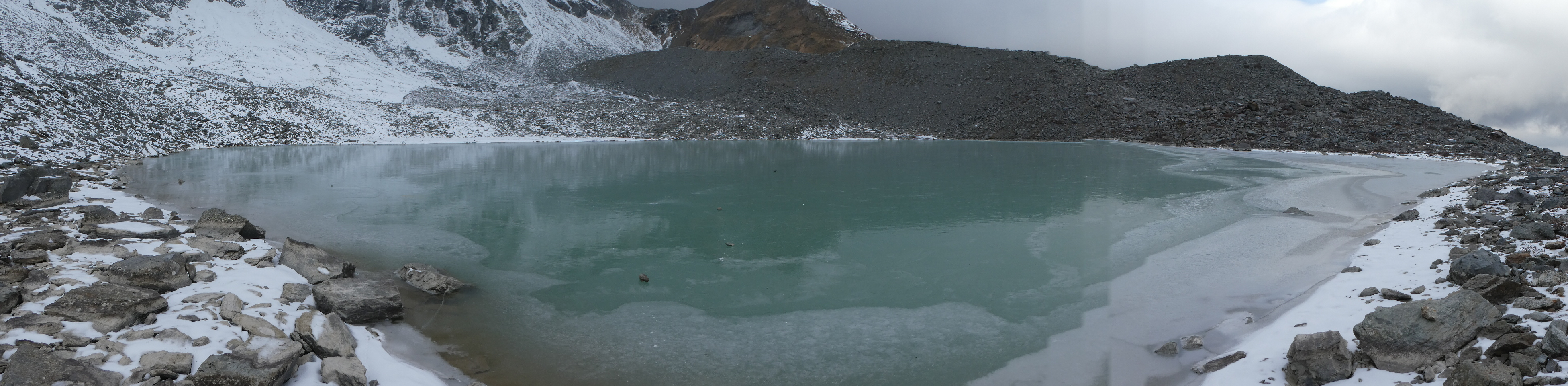
Der zweite See auf 2345 m, 17 Höhenmeter oberhalb des Tambosee.
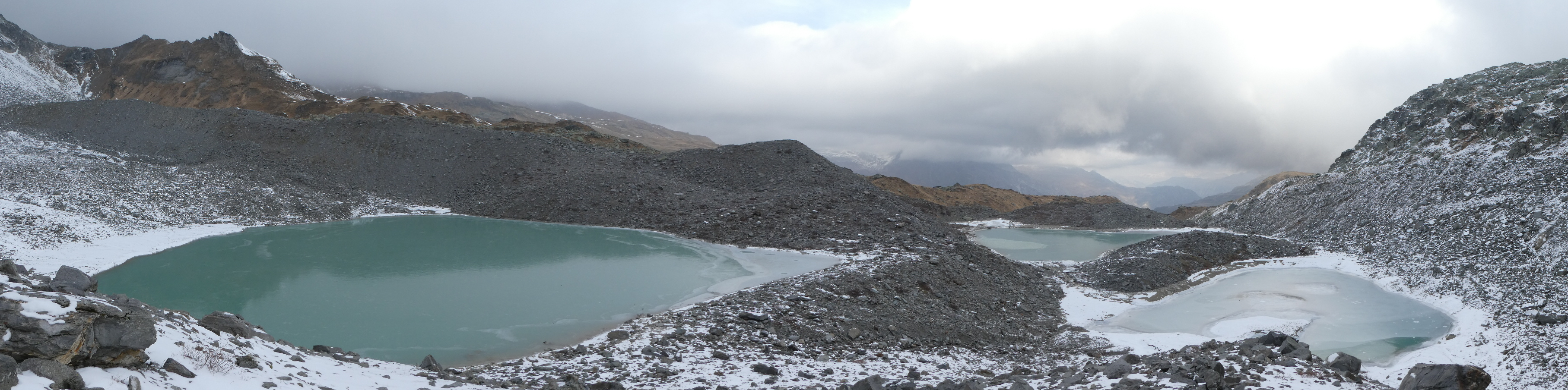
Alle drei Seen im Talkessel auf einem Bild, der Tambosee ist der unterste (hinterste).